# بلوفي
بلوفي (بالإيطالية: Blufi)‏ هي بلدية في مقاطعة باليرمو في صقلية الإيطالية.

## السكان
في سنة 1861 بلغ عدد السكان 1٬345 نسمة، وتطور العدد ليصل في سنة 2011 لـ 1٬083 نسمة.
يظهر هذا المخطط البياني تطور النمو السكاني لـ بلوفي